# シドニー・リー

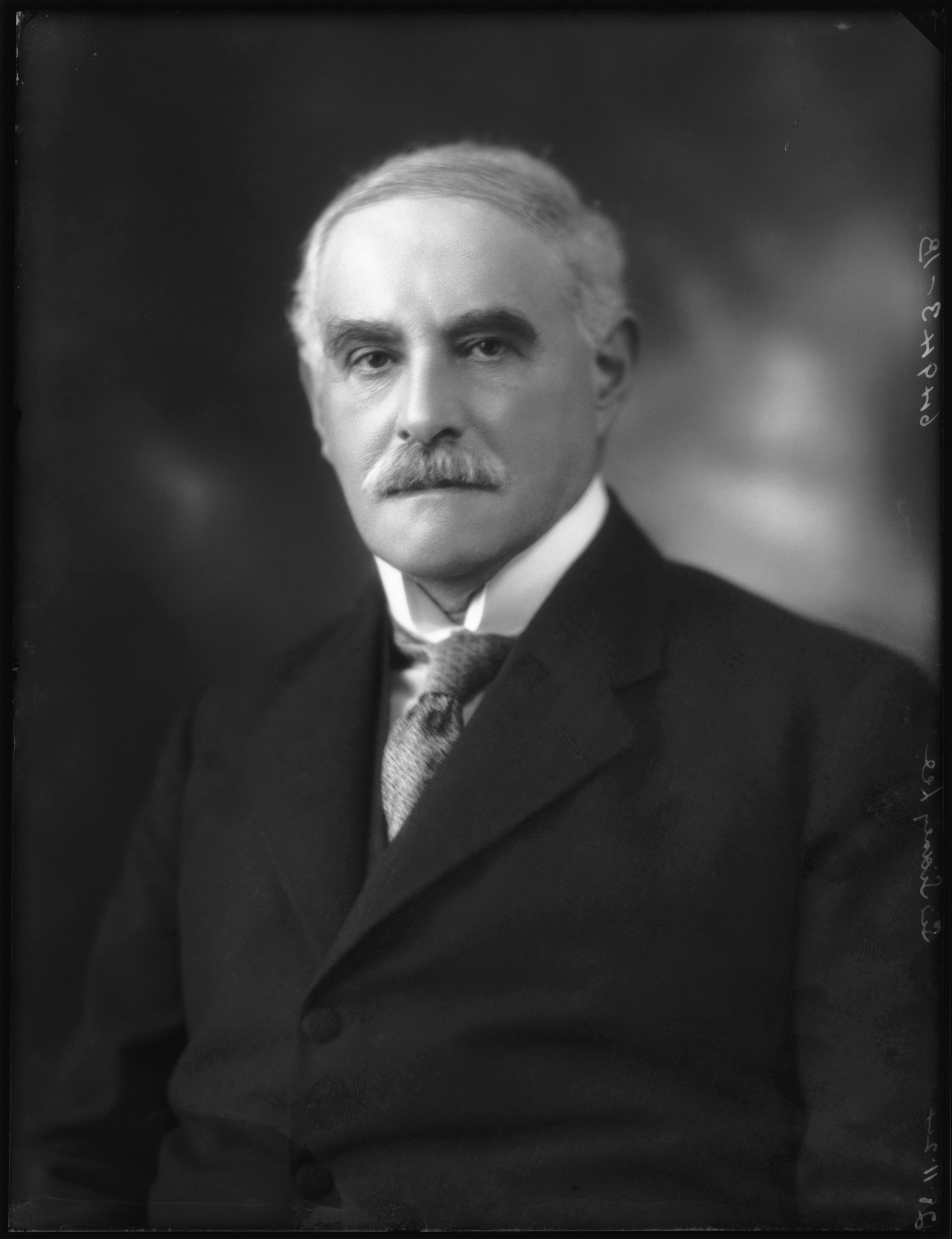
シドニー・リーの写真。バッサーノ社（Bassano Ltd）撮影、1924年11月28日。

サー・シドニー・リー（英語: Sir Sidney Lee FSA FBA、出生名ソロモン・ラザラス・リー（Solomon Lazarus Lee）、1859年12月5日 – 1926年3月3日）は、イギリスの伝記作家、評論家。1890年から1900年まで英国人名事典の編集長を務め、同事典の増補巻第1シリーズ（1901年）と第2シリーズ（1912年）の編集長を務めたことで知られる。

## 生涯

### 生い立ち
ラザラス・リー（Lazarus Lee、商人）とジェシー・デイビス（Jessie Davis）の長男として、1859年12月5日にロンドン・ブルームスベリーのケッペル・ストリート12号で生まれた。姉に作家のエリザベス・リーがいる。家系にユダヤ人の血統を持ち、ユダヤ教信者として育てられたが、成人した後は熱心な信者ではないとみられる。
シティ・オブ・ロンドン・スクールで教育を受けた後、1878年10月19日にオックスフォード大学ベリオール・カレッジに入学、1882年にB.A.の学位を修得した（現代史専攻）。

### 初期のシェイクスピア文学研究
シティ・オブ・ロンドン・スクールで英語文学についての教育を受け、1871年4月にはウィリアム・シェイクスピアに関するエッセイでボーフォイ賞（Beaufoy prize）を獲得した。ベリオール・カレッジ在学中の1880年5月と10月の2度にわたってウィリアム・シェイクスピアに関する記事を『ジェントルマンズ・マガジン』誌に寄稿した。そのうち1つ目は『ヴェニスの商人』の登場人物シャイロックに関する研究で、2つ目は『恋の骨折り損』の研究であり、後年に『イングランドにおけるフランス・ルネサンス』（French Renaissance、1910年）を著するきっかけとなった。また、卒業後の1884年にストラトフォード＝アポン＝エイヴォン（シェイクスピアの故郷）に関する著作を出版している。

### 英国人名事典
卒業直後はまず1882年秋より第5代ポーツマス伯爵アイザック・ニュートン・ウォロップの息子オリヴァー・ヘンリー・ウォロップ（後の第8代ポーツマス伯爵）の家庭教師を務めたが、ジェントルマンズ・マガジンへの寄稿がジェームズ・ハリウェル・フィリップスやフレデリック・ジェームズ・ファーニヴァルの目に留まり、ファーニヴァルはリーに英国人名事典の副編集長募集に応募するよう勧めた上、自身も1882年11月にスティーヴンに手紙を書いてリーを紹介した。
英国人名事典の編集は1882年秋にレズリー・スティーヴンが編集長に任命されるとともに始まり、1883年1月に事典に含まれるべき、姓がAから始まる人物の一覧が出版されたほか、同1883年3月にはスティーヴンがリーを副編集長（assistant-editor）に任命した。以降1889年12月までに21巻が出版されたが、長年の激務にスティーヴンの健康が悪化したため、リーは1890年初にスティーヴンと共同で編集長を務めるようになり、1890年3月から1891年3月にかけて第22から26巻を出版した。このとき、ファーニヴァルはリーに「事典だけで精一杯だろうから、出版社にほかの本を書くことをそそのかされないように。」と手紙で忠告し、リーも実際に夜や週末でも長時間働いた。スティーヴンの健康がその間にも好転しなかったため、彼は1891年春に編集長を辞任、リーが単独で編集長を務めた。その後、スティーヴンは回復して事典への寄稿を再開したが、編集長に復帰することはなく、リーは1900年に最終巻である第63巻が出版されるまで編集長を務めた。リーは編集長を務める傍ら、事典に数多くの寄稿を行い、記事820件（合計で約1,370ページ、3巻分）を書き上げた。リーの姉エリザベスも寄稿したほか、1885年から1900年まで出版された63巻のうち、最も長い記事であるウィリアム・シェイクスピアの記事（49ページ）はリーが書いたものである。
事典の出版が1900年6月に終了したことは宴会で祝われるほどの大事になり、1900年5月のディナーパーティーではウェールズ公エドワード（後の国王エドワード7世）が出席したほどだった。このとき、リーがエドワードから「シェイクスピアについて著作を書いていると聞いています。是非とも頑張ってください。シェイクスピアは儲かるぞ」と言われたという逸話がある。
英国人名事典の初版を出版した後、リーは増補巻の編集にとりかかった。最初は19世紀の終わりまでに死去した人物を含めると定めたが、1901年1月22日にヴィクトリア女王が死去すると計画を変更して、1901年1月22日までに死去した人物を含めるようにした。リー自身もヴィクトリア女王の記事を寄稿した。その後、1903年に事典の縮約版を、1904年に正誤表を編集した。1911年7月6日には騎士爵に叙されており、このことを報じる官報のロンドン・ガゼットでは「英国人名事典の編集長」として紹介されている。
増補巻第2シリーズ（1912年出版）の編集にも関わり、リー自身が第2シリーズに寄稿した記事としてエドワード7世の記事が挙げられる。このエドワード7世伝ではエドワード7世を「知性に欠く」（want of intellectual equipment）などと酷評していたため、王室家政の官僚やエドワード7世妃アレクサンドラの不興を買い、リーは修正を求められた。リーは王室からの圧力を受けた修正版の公表を拒否したが、機密文書を閲覧した上で新たな回想録に執筆することに同意した。しかし、回想録が完成をみないうちに第一次世界大戦が勃発、エドワード朝の外交政策の公表が憚られたため、執筆は終戦まで中断され、結局2巻からなる回想録が出版されるのは1925年から1927年にかけてのこととなった。

#### 英国人名事典の編集者としての評価
リーの英国人名事典に対する貢献について、レズリー・スティーヴンは「次の巻の出版に間に合わせる必要があるにもかかわらず遅れている記事に対し、私が頭を掻きむしっているとき、彼はいつも自信に満ち、落ち着いた態度だった」「出版が3分の1ほど進んだところで彼が編集長の座を継いだとき、私はこの交代で事典が損害を受けることはないと安心した」などと評価している。また、オックスフォード英国人名事典ではスティーヴンの経験により寄稿者の招聘が進み、リーが細事に注意し、細かな校正をも厭わないことで編集の質が高く、文学知識の面においてもスティーヴンが18世紀と19世紀の文学を熟知し、リーがエリザベス朝文学の知識を有するため、お互いを補足できる良さがあるとしている。

### 英国人名事典以降
1898年に『ウィリアム・シェイクスピアの一生』（Life of William Shakespeare、1898年初版、1905年第5版、英国人名事典第51巻（1897年）に寄稿したシェイクスピアの記事に基づく）を出版した。1905年に出版した第5版ではリーの姉エリザベスが校正などで手伝っている。
1902年にオックスフォード大学所蔵『シェイクスピアの喜劇、史劇、悲劇』（Shakespeare's Comedies, Histories and Tragedies、すなわちファースト・フォリオ）のファクシミリを編集、さらに同年と1904年に増補巻を出版して、当時現存していたファクシミリについて記述した。1906年にはシェイクスピアの作品全集を出版した。
オックスフォード大学在学中に同大学のブラウニング・ソサエティ（ロバート・ブラウニングの作品の研究会）の秘書を務め、卒業後にロンドンに移るとニュー・シェイクスピア・ソサエティ（ウィリアム・シェイクスピアの作品の研究会）の会計係を務めた。
イギリス学士院フェロー、ナショナル・ポートレート・ギャラリー理事、アメリカ芸術科学アカデミー外国人会員、アシニアム・クラブ会員（1901年）など主に学術関連の栄典を与えられている。また、1913年から1924年までイースト・ロンドン・カレッジでイギリス文学教授を務めた。

### 死去
1926年3月3日にサウス・ケンジントンのレクサム・ガーデンズにある自宅で死去した。生涯未婚だった。死後、ゴールダース・グリーンで火葬され、遺骨はシェイクスピアの故郷ストラトフォード＝アポン＝エイヴォンの墓地で埋葬された。

## 著作
- Stratford on Avon from the Earliest Times to the Death of Shakespeare（1895年）[13]
- 『シェークスピア伝』（Life of William Shakespeare、1898年初版、1905年第5版） - 英国人名事典第51巻（1897年）に寄稿したシェイクスピアの記事に基づく[5][14]
- 『ビクトリア女王伝』 （Life of Queen Victoria、1902年）[5][14]
- Great Englishmen of the Sixteenth Century（1904年）[5]
- Shakespeare and the Modern Stage（1906年）[5]
- 『イングランドにおけるフランス・ルネサンス』（French Renaissance、1909年[13]/1910年[4]）
- Principles of Biography（1911年）[2]
- 『エドワード7世伝』（King Edward VII: a Biography、1925年 – 1927年、2巻）[2]

ほか、英国人名事典に記事820件（合計で約1,370ページ、増補巻は含まず）を寄稿した。